# Arisaema psittacus
Arisaema psittacus är en kallaväxtart som beskrevs av E.Barnes. Arisaema psittacus ingår i släktet Arisaema och familjen kallaväxter. Inga underarter finns listade.